# 羽生水郷公園
羽生水郷公園（はにゅうすいごうこうえん）は、埼玉県羽生市大字三田ヶ谷、与兵衛新田に位置する埼玉県営の都市公園（広域公園）である。

## 概要
1981年（昭和56年）に菖蒲田・修景池などの水を取り入れた施設を中心に整備された。1983年（昭和58年）10月には、公園敷地内にさいたま水族館が開設され、「生物と自然」を主題とした文化教養型レクリエーションの拠点となるよう、整備された。園内には国内でも数少ない「ムジナモ（食虫植物）の自生地」が所在している。

## 施設・設備
| - さいたま水族館 - 三田ヶ谷池 - 宝蔵寺沼 - 水生植物園 - 水鳥の池 - けやき広場 - シラサギ展望台 - カルガモ展望台 - カワセミ展望台 - あずまや - トイレ - こもれびの林 - 宝蔵寺沼展望デッキ - 芝生広場 - 花の広場 - コバトン広場 - バーベキュー場 - わんぱく広場 - 多目的広場 - 宝蔵寺落保全区域 - ハンノキ | - サクラ - かたらいの丘 - 菖蒲田 - メタセコイア - 藤棚 - ムジナモ自生地 - 休憩舎 - パーゴラ - ハナミズキ - レンギョウ - エゴノキ - 売店 - お魚ルーム - ヤマボウシ - 案内板 - 水辺の花畑広場 - 水辺の草地広場 - 水辺の森 - 健康の広場 - お花見広場 - 駐車場 |  |

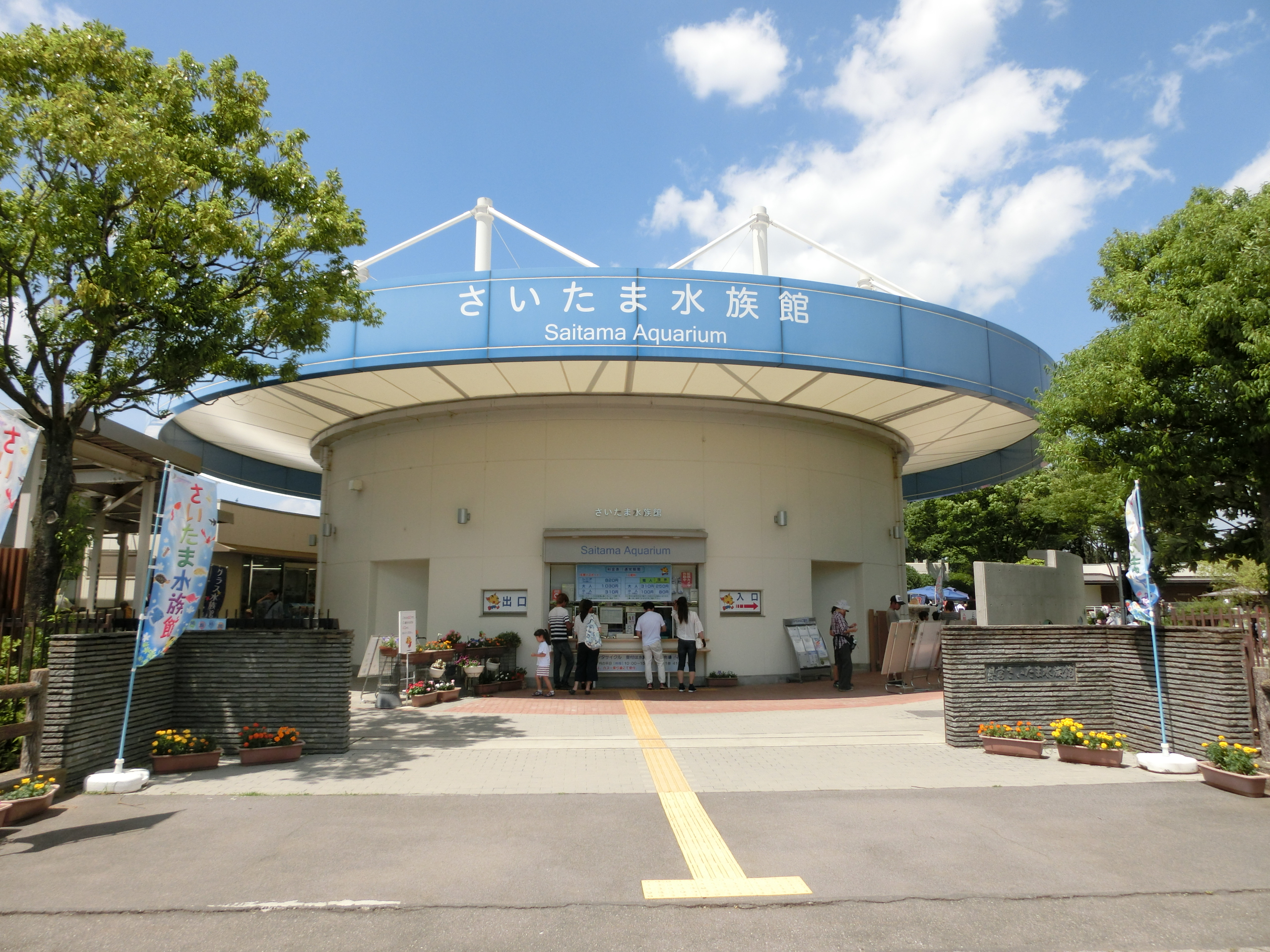
さいたま水族館
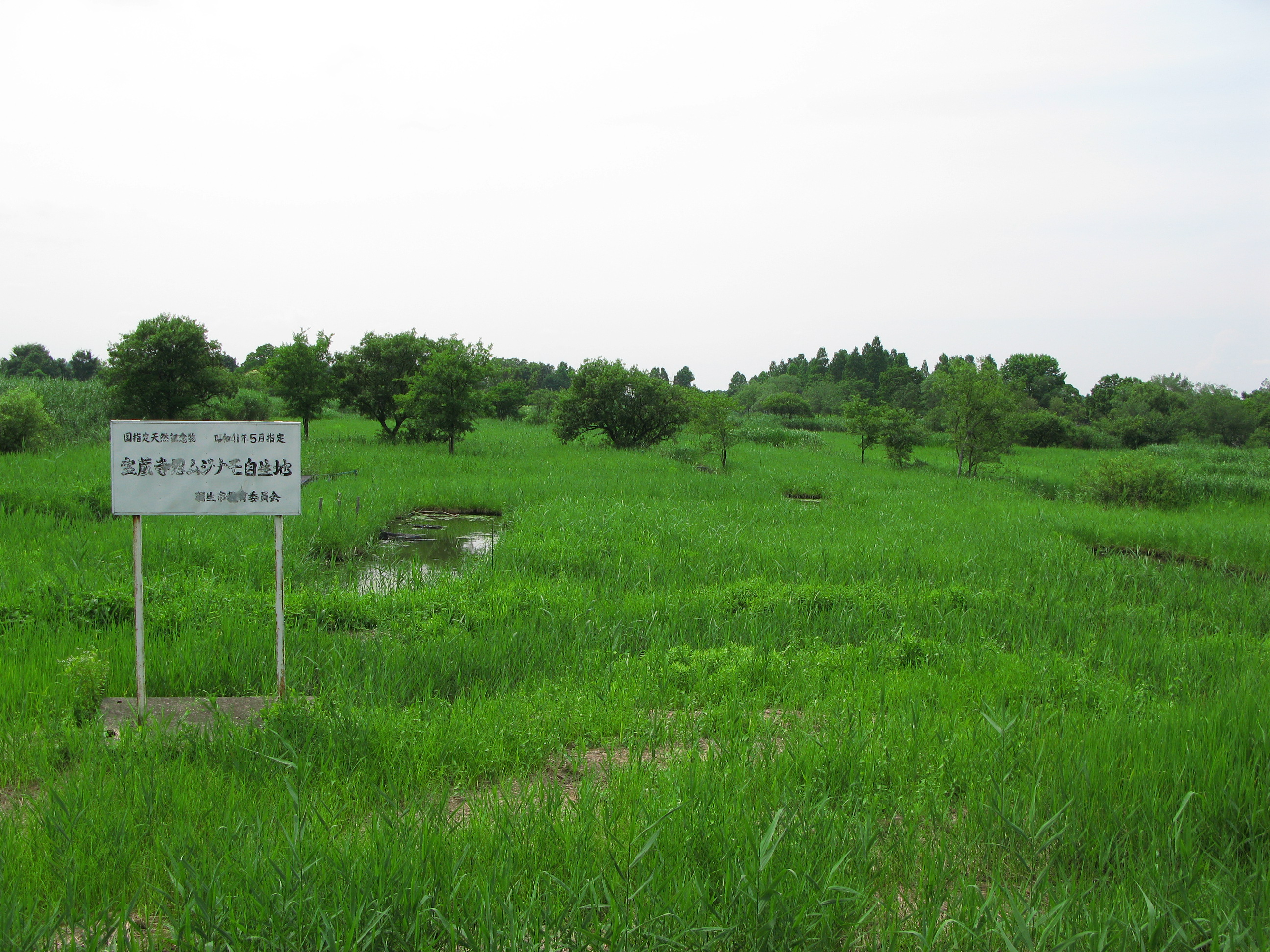
ムジナモ自生地
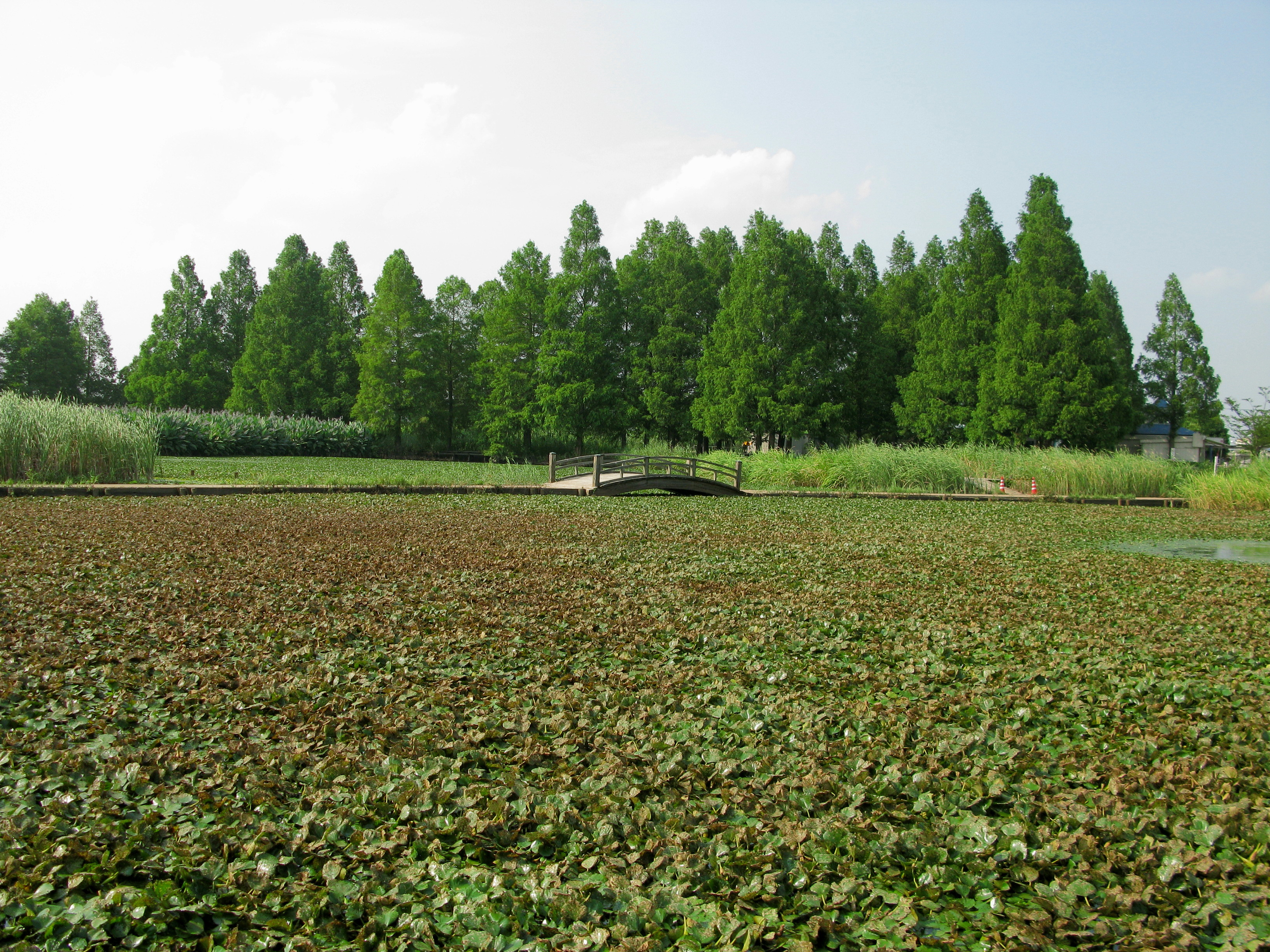
水鳥の池

## 交通アクセス
- 東北自動車道羽生インターチェンジより3km。
- 東武伊勢崎線・羽生駅もしくは加須駅よりタクシー利用。
- 東武伊勢崎線・羽生駅東口よりキヤッセ羽生水郷公園行きに乗車、「水郷公園前」にて下車すぐ。
- 東武伊勢崎線・羽生駅東口より羽生市内循環バス（あい・あいバス（市民福祉バス））・「手子林・三田ヶ谷コース」に乗車、「キヤッセ羽生・水郷公園」にて下車すぐ。（運賃200円。土曜日・日曜日、祝祭日、年末年始は運休[3]。）
- 東武伊勢崎線・南羽生駅より羽生市内循環バス（あい・あいバス（市民福祉バス））・「手子林・三田ヶ谷コース」に乗車、「キヤッセ羽生・水郷公園」にて下車すぐ。（運賃200円。土曜日・日曜日、祝祭日、年末年始は運休[3]。）

## 駐車場
- 北側駐車場 623台
- 南側駐車場 184台
- 臨時駐車場 288台
- 合計、1095台(無料)  開門am8:00~pm18:00

## 所在地
- 羽生市大字三田ヶ谷、与兵衛新田